# Hoàng Xuân Cừ
Hoàng Xuân Cừ (sinh 1946) là đại biểu Quốc hội Việt Nam khóa X. Ông thuộc đoàn đại biểu Phú Thọ.
Ông sinh năm 1946 tại xã Vĩnh Phú, huyện Phù Ninh, tỉnh Phú Thọ. Ông từng là Bí thư Tỉnh ủy Vĩnh Phú (1996 - 2005), Ủy viên Trung ương Đảng khóa IX (2001 - 2006), Bí thư Đảng ủy khối các quan Trung ương (2007 - 2010)8.